# Macklemore & Ryan Lewis
Macklemore & Ryan Lewis è stato un duo musicale alternative rap statunitense formatosi nel 2009 a Seattle. Il duo, composto da Macklemore e Ryan Lewis, ha raggiunto il successo negli anni 2010, ottenendo numerosi riconoscimenti quali quattro Grammy Award, tra cui al miglior artista esordiente, due American Music Award, due Billboard Music Awards e due MTV VMAs.
Nel 2012 divengono il primo duo ad esordire due volte alla prima posizione della classifica Billboard Hot 100 statunitense, grazie ai singoli Thrift Shop e Can't Hold Us, contenuti nell'album The Heist che esordisce nelle top10 di Stati Uniti, Canada e Australia. Dall'album vengono inoltre estratti i singoli White Walls e Same Love. Nel 2016 pubblicano il secondo album, This Unruly Mess I've Made, preceduto dai singoli Downtown e Dance Off.
Il 15 giugno 2017, Macklemore ha annunciato che il duo era in pausa, per proseguire con le proprie carriere da solisti.

## Storia del gruppo

### Debutto eThe VS.(2006-2010)
Il rapper Macklemore (pseudonimo di Ben Haggerty) e il beatmaker, DJ e fotografo Ryan Lewis si incontrarono per la prima volta nel 2006. In quel periodo Lewis stava lavorando come fotografo per Macklemore, all'epoca solista, e in breve tempo divennero amici. Un giorno Lewis propose a Macklemore di diventare suo produttore, così il rapper accettò, e i due decisero nel 2008 di formalizzare la collaborazione come duo sotto il nome Macklemore & Ryan Lewis. La loro prima esibizione si svolse a Bumbershoot, al Sasquatch Music Festival. Nel 2009 i due realizzarono il loro primo lavoro, un EP intitolato The VS. EP, che raggiunse in breve tempo la settima posizione della iTunes Hip Hop chart. Nel marzo 2010 il duo pubblicò una canzone in download digitale gratuito, Stay At Home Dad, scartata da The VS. EP. Nel mese di ottobre dello stesso anno diedero alle stampe VS. Redux, un mixtape contenente le canzoni di The Vs. EP e tracce bonus remixate. In questo disco è contenuta anche la canzone Otherside, che contiene un campione della canzone omonima dei Red Hot Chili Peppers. La canzone fu la prima di una lunga serie ad attirare gli elogi della critica verso il gruppo.

### Successo planetario eThe Heist(2011-2014)

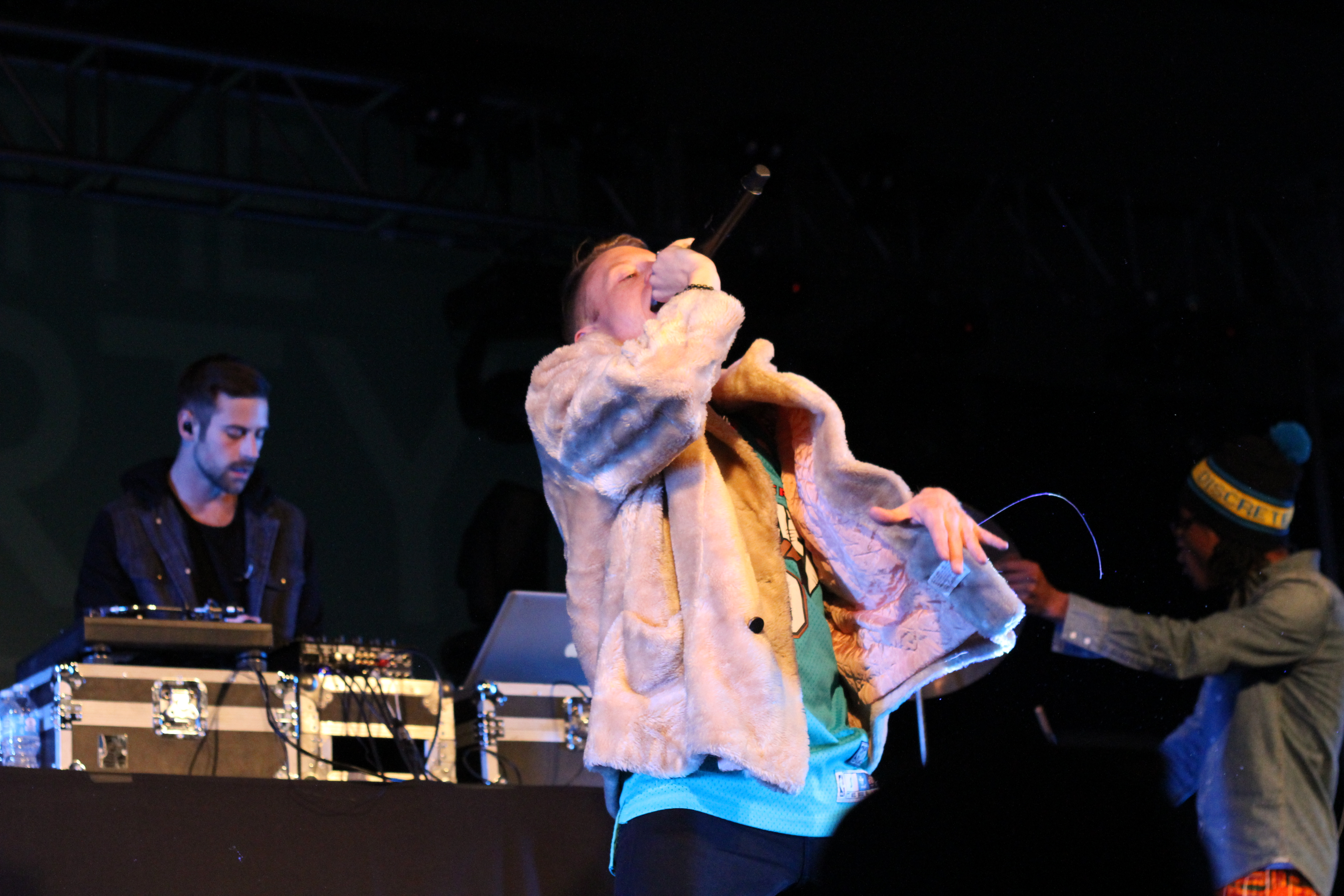
Macklemore & Ryan Lewis nel 2013

Nel 2011 il duo pubblicò il singolo My Oh My, un tributo all'allora recentemente deceduto commentatore sportivo dei Seattle Mariners, Dave Niehaus. Il singolo venne ampiamente programmato dalle radio di Seattle, facendo così aumentare le attenzioni verso il gruppo. Il legame con la squadra di baseball rimase forte, tanto che l'8 aprile 2011 Macklemore & Ryan Lewis si esibirono con una loro canzone per l'open day dei Seattle Mariners di fronte a 48.000 partecipanti. Il 21 gennaio 2011 il duo pubblica il secondo singolo Wing$, ma il successo vero e proprio arriva con la pubblicazione del terzo singolo estratto, Can't Hold Us, pubblicato il 16 agosto 2012 e realizzato in collaborazione con Ray Dalton: il singolo raggiunge il primo posto della Billboard Hot 100 e rientra nelle Top 5 di 20 nazioni del mondo, riuscendo a vendere 7 milioni di copie globalmente. Il quarto singolo estratto, Same Love, pubblicato il 18 luglio, raggiunge la prima posizione in Australia, Nuova Zelanda e Regno Unito, toccando la vetta delle classifiche negli Stati Uniti; il singolo riscuote un discreto successo, seppur minore rispetto agli altri singoli dell'album, e vende 3 milioni di copie.
Il quinto ed ultimo singolo, Thrift Shop, pubblicato il 28 agosto 2012 in collaborazione con Wanz, ottiene un successo planetario, conquistando la vetta della Billboard Hot 100 e di altri 15 Paesi, tra cui Australia, Canada, Nuova Zelanda, Italia, Francia, Danimarca, Regno Unito, Paesi Bassi, Belgio, Finlandia e Svizzera. Il singolo ha venduto oltre 6,5 milioni di unità solo nel 2012; ad oggi le vendite totali corrispondono a 12,3 milioni di copie vendute in tutto il mondo, facendo così diventare Thrift Shop uno dei singoli più venduti nel mondo.
Il 9 ottobre 2012 viene pubblicato il primo LP del gruppo, The Heist, che debutta al secondo posto della Billboard Hot 200, vendendo 78.000 unità dalla prima settimana dall'uscita; il disco viene certificato disco di platino negli Stati Uniti dalla Recording Industry Association of America per aver venduto oltre 1.000.000 unità. Da un'altra rilevazione effettuata nell'agosto 2014 risulta che le vendite dell'album sono a quota 2 milioni.
Nell'agosto 2012 parte il The Heist World Tour per promuovere l'album.

### Pausa eThis Unruly Mess I've Made(2015-2017)
Dopo un paio d'anni abbondanti di pausa, nell'estate del 2015, in occasione della nascita della figlia di Macklemore, Sloane, il duo torna sulla scene musicali internazionali pubblicando per il download gratuito il singolo Growing Up (Sloane's Song), in collaborazione con Ed Sheeran.
Il 27 agosto 2015 viene pubblicato il singolo Downtown, in collaborazione con Eric Nally, Kool Moe Dee, Melle Mel e Grandmaster Caz e che anticiperà la pubblicazione del secondo LP. Il brano viene presentato per la prima volta durante la cerimonia di apertura degli MTV Video Music Awards 2015 il 30 agosto. Il 25 ottobre, agli MTV European Music Awards, Macklemore e Ryan Lewis vincono il premio della categoria Miglior video con Downtown.
Il 22 novembre si esibiscono sul palco degli American Music Awards cantando il brano Kevin, realizzato in collaborazione con Leon Bridges.
Il 15 gennaio 2016, tramite i social e il loro sito ufficiale, viene annunciata l'uscita del nuovo album, This Unruly Mess I've Made, prevista per il 26 febbraio dello stesso anno. Nel 2017, Macklemore annuncia una pausa del duo musicale, rivelando l'intenzione di entrambi gli artisti di portare avanti separatamente le rispettive carriere da solisti.

## Formazione attuale
- Macklemore - rapping
- Ryan Lewis - programmazioni, giradischi

## Discografia

### Album in studio
- 2012 – The Heist
- 2016 – This Unruly Mess I've Made

### EP
- 2009 – The VS. EP
- 2010 – VS. Redux

### Singoli
- 2012 – Wing$
- 2013 – Can't Hold Us (con Ray Dalton)
- 2012 – Same Love (con Mary Lambert)
- 2012 – Thrift Shop (con Wanz)
- 2013 – White Walls (con Schoolboy Q e Hollis)
- 2015 – Downtown (con Eric Nally, Melle Mel, Kool Moe Dee e Grandmaster Caz)
- 2016 – White Privilege II (con Jamila Woods)
- 2016 – Spoons (con Ryan Bedard)

## Videografia

### Video musicali
- 2011 – My Oh My
- 2011 – Irish Celebration
- 2011 – Otherside (Remix)
- 2011 – And We Danced
- 2012 – Victory Lap
- 2012 – Thrift Shop
- 2012 – Same Love
- 2013 – Can't Hold Us
- 2013 – White Walls
- 2015 – Downtown
- 2016 – Kevin
- 2016 – Brad Pitt's Cousin
- 2016 – Dance Off
- 2016 – Drug Dealer